# アジア太平洋インポートマート
アジア太平洋インポートマート（アジアたいへいようインポートマート、AIM）は、福岡県北九州市小倉北区浅野にある、輸入促進を目的とした流通センター棟と展示場棟からなる複合施設。

## 概要
アジア太平洋インポートマート（AIM・エイム）は、国の輸入促進地域（FAZ）計画に基づき、北九州市における輸入促進計画の中核施設として、1991年（平成3年）に閉校となった北九州市立米町小学校（現・小倉中央小学校）跡地に建設された。輸入に携わる企業や団体の事務所または店舗の入居を目的とした「流通センター棟（AIMビル）」と西日本総合展示場新館の機能を持つ「展示場棟」の2つからなる。
1995年（平成7年）11月22日、民活法の適用を受け、流通センター棟には国際流通グループヤオハンによる国際卸売センターの入居が内定していたが、着工後の1996年（平成8年）にヤオハングループの経営危機が表面化、翌1997年（平成9年）ヤオハン・ジャパンが会社更生法適用・海外事業から撤退し、卸売センター計画は頓挫した。
後継として大塚家具のショールームが4・5階に入居（2009年〈平成21年〉5月10日閉店）したが、3階は2005年（平成17年）に北九州市立子育てふれあい交流プラザ「元気のもり」および西日本総合展示場の中展示場・会議室に用途転用された。
そのほか、2階にはフードコート・金融機関・パスポートセンター関連などがはいるAIMスクウェア、4階 - 8階はオフィスゾーンになっており、官公庁、企業や団体の事務所が入居している。また小倉駅から徒歩５分という好立地という利便性を活かし会議室も運営している。
28年２月よりKIPROホールの運営を開始した。このホールはJETROが２月まで管理していた。
また８階にあったマザーズハローワークが２階へ移転し、ウーマンワークカフェ北九州となった。従来より若者向けの就労支援窓口+女性の雇用窓口となった形である。

## 主なテナント
| 西側                    | フロア | 東側 | 東側                                                                  |
| 西側                    | フロア | 公的機関 | その他                                                                |
| ----------------------- | --- | --- | --------------------------------------------------------------------- |
|                         | 屋上 | | - ヘリポート                                                          |
| 8F                      | - カナダ政府 西日本通商事務所 - 中国煙台市 駐北九州経済貿易事務所 - 北九州市産業経済局 国際ビジネス政策課 - 中間貯蔵・環境安全事業 北九州事務所 - JETRO北九州 | - 企業オフィス |                                                                       |
| 7F                      | - 北九州市保健福祉局 臨時福祉給付金室 | - ALSOK北九州支社 など企業オフィス |                                                                       |
| 6F                      | | - 北九州テレワークセンター - 日本海事検定協会 北九州検査チーム                                                                                               |                                                                       |
| 5F                      | | - AIM管理事務所（KIPROオフィス） - LINEヤフー 北九州オフィス                                                                                                 |                                                                       |
| 4F                      | - 北九州市住宅供給公社 - 福岡県福祉労働部 北九州労働者支援事務所 - 北九州市産業経済局 観光にぎわい部（観光課、MICE推進課）                                    | - 北九州産業観光センター - 北九州商工会議所 産業観光推進室 - 公財）北九州観光コンベンション協会 観光事業部 - クリタ・ケミカル西日本株式会社 など企業オフィス |                                                                       |
| 西日本総合展示場 会議室 | 3F | - 北九州市子育てふれあい交流プラザ「元気のもり」 | - 西日本総合展示場 会議室（確定申告北九州市企救地区集中申告会場指定） |
| 西日本総合展示場 新館   | 3F | - 北九州市子育てふれあい交流プラザ「元気のもり」 | - 西日本総合展示場 会議室（確定申告北九州市企救地区集中申告会場指定） |
| 2F                      | 「えいむスクエア」 | 「えいむスクエア」 |                                                                       |
| 2F                      | - 福岡県 北九州パスポートセンター - ウーマンワークカフェ北九州 - 若者ワークプラザ北九州 - 小倉新卒応援ハローワーク - 北九州若者サポートステーション           | - こくみん共済coop九州統括本部福岡推進本部 共済ショップ北九州店 - 九州ろうきん 北九州東支店 - フードコート                                                   |                                                                       |
| 1F                      | | - 日本郵便 AIMビル内郵便局 - URコミュニティ 北九州住まいセンター - 西日本総合展示場 新館ヤード                                                               |                                                                       |
| 駐車場                  | B1F | 駐車場 | 駐車場                                                                |

## 周辺施設
- 西日本総合展示場 本館
- リーガロイヤルホテル小倉
- 北九州国際会議場
- 北九州スタジアム（命名権による呼称：ミクニワールドスタジアム北九州）